# Leonhard Nagenrauft
Leonhard Nagenrauft, né le 9 mars 1938 à Bischofswiesen et décédé le 22 mai 2017 à Berchtesgaden, est un lugueur ouest-allemand. Il a notamment gagné le titre de champion d'Europe en 1967 à Königssee en Allemagne de l'Ouest ainsi que la médaille d'argent aux championnats du monde en 1971.

## Palmarès

### Championnats du monde
- Vice-champion du monde en simple lors des championnats du monde 1971 à Valdaora ( Italie)

### Championnats d'Europe
- Champion d'Europe en simple lors des championnats d'Europe 1967 à Königssee ( Allemagne de l'Ouest)
- Médaillé de bronze européen en simple lors des championnats d'Europe 1972 à Königssee ( Allemagne de l'Ouest)